# TIROS–1
TIROS–1 (angol: Television and Infrared Observation Satellite) – televíziós és   infravörös megfigyelő műhold. amerikai katonai/polgári meteorológiai műhold.

## Küldetés
A TIROS Program tesztelte az első űreszköz meteorológiai előrejelzésének hatékonyságát. A műhold programját tekintették az egyik legígéretesebb alkalmazási formának. Felderítő rendszerével rendkívül sikeres, világméretű adatszolgáltatást biztosított a pontos időjárás-előrejelzésnél. Új műholdak folyamatos pályára emelésével folyamatos lefedettséget biztosítottak a Föld időjárásának előre jelzésénél. A program lehetővé tette előbb az ESSA–program, majd a NIMBUS–program felépítését.

## Jellemzői
Gyártotta a Radio Corporation of America RCA), a hadsereg fejlesztő laboratóriuma, üzemeltette a NASA–Goddard Space Flight Center (GSFC).
Megnevezései: TIROS–1; Tiros A; Applications (A–1); COSPAR: 1960-002B (β2). Kódszáma: 29.
1960. április 1-jén Floridából, a Cape Canaveral (KSC) Kennedy Űrközpontból, a LC–17A (LC–Launch Complex) jelű indítóállványról  Thor-DM18 Able-2 hordozórakétával állították alacsony Föld körüli pályára (LEO = Low-Earth Orbit). Az orbitális egység pályája 99,16 perces, 48,4 fokos hajlásszögű, elliptikus pálya perigeuma 693 kilométer, az apogeuma 750 kilométer volt.
Forgás stabilizált (8-12 rpm), stabilitását a beépített hajtóművekkel biztosították. Orientálása nem Föld központú. Formája 18 oldalú hasáb, megközelítőleg henger alakú, átmérője 107, magassága 56 centiméter, tömege 122,5 kilogramm. Az űregység alumínium ötvözetből és rozsdamentes acélból készült. Az űreszköz felületét 9200 napelemlapocska borította, éjszakai (földárnyék) energiaellátását 21 nikkel-kadmium akkumulátorok biztosította. Két kamerájával alacsony és nagy felbontású képeket készítettek. Fényképeit az elektromágneses spektrum különböző hullámhosszain, főleg látható és infravörös hullámhosszon végezte. A felhőkön és felhőrendszereken kívül megfigyelte a városok fényszennyezéseit, a környezetváltozásait, tüzeket, homok- és porviharokat, hó- és jégtakarót, óceáni áramlatokat és más környezeti folyamatokat. A képeket magnetofon tárolta, amely földi parancsra a vevőállomásra visszajátszotta. Telemetriai kapcsolatot négy rúdantennával biztosították. Kamerái a megvilágított oldalról 22 952 felvételt készítettek.
1960. június 15-én bekövetkezett technikai hiba miatt befejezte aktív szolgálatát. Jelenleg is kering a Föld körül.